# 目撃者マリー
『目撃者マリー』（原題: Marie）は、1985年のアメリカ映画。日本では劇場未公開で、ビデオソフトが発売されたのみ。

## キャスト
- シシー・スペイセク
- ジェフ・ダニエルズ
- キース・ザラバッカ
- モーガン・フリーマン
- リサ・ベインズ
- フレッド・ダルトン・トンプソン
- トレイ・ウィルソン
- ジョン・カラム
- ドン・フッド
- グレアム・ベッケル
- メイコン・マッカルマン
- ヘレナ・ミシェル